# Maëlle Guillaud
Maëlle Guillaud, née en 1974 est une écrivaine et éditrice française. Elle obtient le prix du roman « Version Femina » 2022 pour Et mes jours seront comme tes nuits.

## Biographie

### Enfance et formation
Maëlle Guillaud naît en 1974. 

### Carrière
Maëlle Guillaud est éditrice chez Albin Michel,. Elle est également cofondatrice du Prix littéraire Monte-Cristo dont la spécificité est que le jury est composé de détenus de la prison de Fleury-Mérogis,,. 
Elle publie en 2016 son premier roman : Lucie ou la vocation. Il raconte l'histoire de Lucie, étudiante en Khâgne, qui décide de rejoindre le couvent. « Un roman d'une incroyable tension, presque un suspense psychologique, une âpre bataille interne entre la liberté et l'obéissance » écrit Mohammed Aïssaoui, journaliste du Figaro. 
Elle publie ensuite son deuxième roman, Une famille très française. 
Son troisième roman obtient le prix du roman « Version Femina » 2022. Et mes jours seront comme tes nuits raconte l'histoire d'Hannah qui, inlassablement, chaque semaine, se rend à la maison d'arrêt de Tanger, voir Juan, l'homme qu'elle aime. 